# 1953年日本參議院選舉
第3屆日本參議院議員通常選舉（日语：／）在1953年4月24日舉行，選出參議院議員。這次選舉改選了第一屆日本參議院當選議員中的半數議員。自由黨在這次選舉維持了參議院最大黨派的地位。

## 議員

### 選舉区当選
自由党   社会党左派   社会党右派   改進党   綠風会   其他小黨   無黨籍 
| 北海道   | 北海道   | 北海道   | 北海道     | 青森縣   | 岩手縣   | 宮城縣   | 秋田縣     | 山形縣     | 福島縣     | 福島縣   |
| -------- | -------- | -------- | ---------- | -------- | -------- | -------- | ---------- | ---------- | ---------- | -------- |
| 千葉信   | 北勝太郎 | 堀末治   | 有馬英二   | 佐藤尚武 | 川村松助 | 吉野信次 | 鈴木一     | 海野三朗   | 石原幹市郎 | 田畑金光 |
| 茨城縣   | 茨城縣   | 栃木縣   | 栃木縣     | 群馬縣   | 群馬縣   | 埼玉縣   | 埼玉縣     | 千葉縣     | 千葉縣     |          |
| 宮田重文 | 武藤常介 | 戶叶武   | 佐藤清一郎 | 伊能芳雄 | 最上英子 | 小林英三 | 天田勝正   | 川口為之助 | 加瀨完     |          |
| 神奈川縣 | 神奈川縣 | 山梨縣   | 東京都     | 東京都   | 東京都   | 東京都   | 新潟縣     | 新潟縣     | 富山縣     |          |
| 三木治朗 | 河野謙三 | 廣瀨久忠 | 黑川武雄   | 市川房枝 | 岡田宗司 | 石井桂   | 田村文吉   | 西川弥平治 | 石坂豐一   |          |
| 石川縣   | 福井縣   | 長野縣   | 長野縣     | 岐阜縣   | 静岡縣   | 静岡縣   | 愛知縣     | 愛知縣     | 愛知縣     | 三重縣   |
| 井村德二 | 酒井利雄 | 羽生三七 | 木内四郎   | 田中啟一 | 小林武治 | 森田豐寿 | 青柳秀夫   | 近藤信一   | 長谷部廣子 | 井野碩哉 |
| 滋賀縣   | 京都府   | 京都府   | 大阪府     | 大阪府   | 大阪府   | 兵庫縣   | 兵庫縣     | 兵庫縣     | 奈良縣     | 和歌山縣 |
| 村上義一 | 井上清一 | 竹中勝男 | 森下政一   | 中山福藏 | 龜田得治 | 岡崎真一 | 松澤兼人   | 河合義一   | 木村篤太郎 | 德川賴貞 |
| 鳥取縣   | 島根縣   | 岡山縣   | 岡山縣     | 廣島縣   | 廣島縣   | 山口縣   | 德島縣     | 香川縣     | 愛媛縣     | 高知縣   |
| 三好英之 | 大達茂雄 | 秋山長造 | 島村軍次   | 山下義信 | 宮澤喜一 | 安部君子 | 三木與吉郎 | 白川一雄   | 湯山勇     | 寺尾豐   |
| 福岡縣   | 福岡縣   | 福岡縣   | 佐賀縣     | 長崎縣   | 熊本縣   | 熊本縣   | 大分縣     | 宮崎縣     | 鹿兒島縣   | 鹿兒島縣 |
| 吉田法晴 | 劒木亨弘 | 野田俊作 | 松岡平市   | 藤野繁雄 | 松野鶴平 | 寺本廣作 | 後藤文夫   | 竹下豐次   | 西鄉吉之助 | 井上知治 |

### 全国区当選
自由党   社会党左派   社会党右派   改進党   綠風会   其他小黨   無黨籍 
| 1位-10位  | 宇垣一成 | 加賀山之雄 | 横川信夫   | 鹿島守之助 | 上林忠次 | 三浦義男 | 松本治一郎 | 木島虎藏 | 白井勇   | 高良登美   |
| 11位-20位 | 重政庸德 | 津島寿一   | 鮎川義介   | 横山福     | 梶原茂嘉 | 八木幸吉 | 永岡光治   | 鶴見祐輔 | 青木一男 | 吉田万次   |
| 21位-30位 | 早川慎一 | 西岡春     | 豐田雅孝   | 雨森常夫   | 久保等   | 森田義衛 | 小澤久太郎 | 赤松常子 | 前田久吉 | 山口重彦   |
| 31位-40位 | 岡三郎   | 奥梅尾     | 藤田進     | 土田国太郎 | 高橋衛   | 阿具根登 | 野本品吉   | 林了     | 岸良一   | 苫米地義三 |
| 41位-50位 | 大和与一 | 高野一夫   | 高瀨莊太郎 | 中山寿彦   | 榊原亨   | 宮城珠代 | 青山正一   | 大倉精一 | 關根久藏 | 大谷贇雄   |

- 補選（任期3年）- 在第2屆日本參議院議員通常選舉中當選的野田卯一、鈴木文四郎、細川嘉六從缺。

| 51位-53位 | 八木秀次 | 柏木庫治 | 楠見義男 |

- 再選当選

| 53位 | 平林剛 |

同時楠見義男落選

### 補選
- 和歌山選舉区 德川賴貞（1954.4.17去世）→野村吉三郎（1954.6.3補選）
- 島根選舉区 大達茂雄（1955.9.25去世）→佐野廣（1955.11.11補選）
- 鳥取選舉区 三好英之（1956.2.14去世）→中田吉雄（1956.4.4補選）
- 大阪選舉区 森下政一（1957.3.5去世）→大川光三（1957.4.23補選）
- 香川選舉区 白川一雄（1957.5.14去世）→增原惠吉（1957.6.28補選）
- 秋田選舉区 鈴木一（參選眾院選）→松野孝一（1958.6.22補選）
- 石川選舉区 井村德二（1958.10.27去世）→柴野和喜夫（1958.12.7補選）

## 外部連結
- 参議院議員選挙 市川房枝氏らが初当選 | NHK放送史（動画・記事） （页面存档备份，存于）
- 『ザ・選挙』第3回参議院議員選挙 （页面存档备份，存于）
- 『ザ・選挙』第3回参議院議員補欠選挙（千葉選挙区） （页面存档备份，存于）
- 『ザ・選挙』第3回参議院議員補欠選挙（和歌山選挙区） （页面存档备份，存于）
- 『ザ・選挙』第3回参議院議員補欠選挙（福岡選挙区） （页面存档备份，存于）
- 『ザ・選挙』第3回参議院議員補欠選挙（新潟選挙区） （页面存档备份，存于）
- 『ザ・選挙』第3回参議院議員補欠選挙（埼玉選挙区） （页面存档备份，存于）
- 『ザ・選挙』第3回参議院議員補欠選挙（三重選挙区） （页面存档备份，存于）
- 『ザ・選挙』第3回参議院議員補欠選挙（島根選挙区） （页面存档备份，存于）
- 『ザ・選挙』第3回参議院議員補欠選挙（京都選挙区） （页面存档备份，存于）
- 『ザ・選挙』第3回参議院議員補欠選挙（鳥取選挙区） （页面存档备份，存于）